# Superkupa Shqiptar 1989
La Superkupa Shqiptar 1989 è stata la prima edizione della supercoppa albanese.
La partita fu disputata dal 17 Nëntori, vincitore del campionato, e dalla Dinamo Tirana, vincitrice della coppa.
L'incontro si giocò l'11 gennaio 1990 allo Qemal Stafa Stadium di Tirana e vinse la Dinamo Tirana 2-0, segnando un gol per tempo.

## Tabellino
| Arbitro: | Plarent Kotherja |

|  |           |                        |
|  | Marcatori | 4’ Abazi 84’ Demollari |

### Formazioni
| 17 Nëntori    |  |                   |     |
|               |  |                   |     |
|               |  | Bujar Sharra      |     |
|               |  | Skënder Hodja     |     |
|               |  | Krenar Alimehmeti |     |
|               |  | Fatos Daja        |     |
|               |  | Leonard Liti      |     |
|               |  | Anesti Stoja      |     |
|               |  | Renis Hyka        | 63’ |
|               |  | Shkëlqim Lekbell  | 75’ |
|               |  | Ardian Ruci       |     |
|               |  | Arbën Minga       |     |
|               |  | Ervin Lamçe       |     |
| Sostituzioni: |  |                   |     |
|               |  | Fatmir Harasani   | 63’ |
|               |  | Ardian Mema       | 75’ |
| Allenatore:   |  |                   |     |
| Shyqyri Rreli |  |                   |     |

| Dinamo Tirana |  |                    |             |
|               |  |                    |             |
|               |  | Foto Strakosha     |             |
|               |  | Pjerin Noga        |             |
|               |  | Genc Ibro          |             |
|               |  | Naum Kove          | 87’         |
|               |  | Rudi Vata          |             |
|               |  | Agim Canaj         |             |
|               |  | Edmond Abazi       | Ammonizione |
|               |  | Arian Stafa        |             |
|               |  | Alfred Ferko       | 87’         |
|               |  | Sulejman Demollari |             |
|               |  | Victor Briza       |             |
| Sostituzioni: |  |                    |             |
|               |  | Ermal Tahiri       | 87’         |
|               |  | Josif Gjergji      | 87’         |
| Allenatore:   |  |                    |             |
| Bejkush Birçe |  |                    |             |